# Hysteropterum obsoletum
Hysteropterum obsoletum är en insektsart som beskrevs av Franz Xaver Fieber 1877. Hysteropterum obsoletum ingår i släktet Hysteropterum och familjen sköldstritar. Inga underarter finns listade i Catalogue of Life.